# You, Me and Dupree
You, Me and Dupree (Brasil: Dois é Bom, Três é Demais / Portugal: Eu, Tu e o Emplastro) é um filme americano de 2006, do gênero comédia dirigida por Anthony Russo e Joe Russo e escrita por Mike LeSieur. É estrelado por Owen Wilson, Kate Hudson, Matt Dillon, Seth Rogen, Amanda Detmer, Todd Stashwick e Michael Douglas.
O filme gira em torno dos recém-casados Carl e Molly Peterson (Dillon e Hudson). Depois que o padrinho e melhor amigo de Carl, Randolph "Randy" Dupree (Wilson), perde o emprego e a casa, o casal permite que ele se mude com eles, mas Dupree deixa de ser bem-vindo. O pai protetor Bob Thompson (Douglas) não gosta do genro Carl e trabalha contra ele. Estreou nos EUA em 13 de julho e, em Portugal, no dia 31 de agosto.

## Sinopse
Carl Peterson (Matt Dillon) está prestes a se casar com Molly (Kate Hudson), a filha do poderoso empresário Bob Thompson (Michael Douglas), para quem Carl trabalha. Após a cerimônia e a lua-de-mel, Carl e Molly passam a morar juntos. Porém logo surge um problema em suas vidas: Dupree (Owen Wilson), o melhor amigo de Carl, que foi demitido recentemente e não tem para onde ir. Querendo ajudar o amigo, Carl o convida a passar alguns dias em sua nova casa, até que ele consiga um novo emprego. Porém o tempo passa, Dupree não consegue emprego e seus hábitos passam a incomodar cada vez mais os recém-casados. Para completar há ainda o pai de Molly, que não vê com bons olhos o casamento deles e tenta de todas as formas diminuir Carl.

## Elenco
- Owen Wilson como Randolph "Randy" Dupree
- Kate Hudson como Molly Thompson Peterson
- Matt Dillon como Carl Peterson
- Michael Douglas como Bob Thompson
- Seth Rogen como Neil
- Amanda Detmer como Annie
- Ralph Ting como Toshi
- Todd Stashwick como Tony
- Bill Hader como Mark
- Lance Armstrong como ele mesmo
- Billy Gardell como dono do bar
- Harry Dean Stanton como Curly (sem créditos)
- Pat Crawford Brown como tia Kathy
- Sidney S. Liufau como Paco

## Produção
O orçamento de produção do filme totalizou US$ 54 milhões. O compositor Rolfe Kent fez a trilha sonora do filme, e no último minuto - uma semana antes das exibições para a imprensa - sua trilha foi substituída por uma escrita por Theodore Shapiro. A cena que mostra Dupree chegando de avião na ilha errada foi filmada no mesmo vale de Jurassic Park. Nos recursos especiais do filme, há uma versão diferente do trailer de You, Me and Dupree, onde Dupree e Molly se casam e Carl se muda. O lançamento em DVD do filme também contém uma versão alternativa do trailer apresentando o filme como terror/suspense.

## Recepção

### Resposta crítica
O filme recebeu críticas negativas da crítica de cinema. De acordo com o site agregador de críticas Rotten Tomatoes, 20% dos críticos deram ao filme uma crítica positiva baseado em 166 comentários, com uma classificação média de 4,35/10. O consenso dos críticos do site diz: "Uma entrada bastante genérica no subgênero de desenvolvimento interrompido, com temas emprestados de outros filmes mais engraçados e bem-sucedidos. Dupree esgota suas boas-vindas". No Metacritic, o filme tem uma pontuação média ponderada de 46 de 100 com base em 29 críticos, indicando "críticas mistas ou médias".
Jim Emerson deu ao filme 2 estrelas de 4 e comparou o filme a muitos outros antecessores, sugerindo que Dupree é um 'descendente' de Dignan também interpretado por Wilson em Bottle Rocket, e que o filme às vezes é uma versão de Fatal Attraction, mas critica o filme por nunca decidir corretamente se Dupree é meramente azarado ou realmente manipulador. Ebert descreve o filme como tendo um "enredo idiota" exigindo que os personagens se comportem de maneiras não naturais para rir ou forçar o enredo adiante, o equivalente à comédia de "Não desça para o porão!" em filmes de terror.

### Resposta de Steely Dan
O título do filme causou um pequeno rebuliço, já que o nome incomum, Dupree, é o mesmo que o personagem-título da canção "Cousin Dupree" de Steely Dan de seu álbum de 2000, Two Against Nature, que também diz respeito a um parente mal-sucedido que se torna um hóspede problemático. Os fundadores do Steely Dan, Donald Fagen e Walter Becker, escreveram uma carta irônica para Luke Wilson reclamando sobre a aparente apropriação do nome de seu personagem por seu irmão Owen Wilson. A dupla convidou Wilson mais velho para compensar o "roubo" do nome de seu personagem subindo no palco com eles em um de seus shows para se desculpar com os fãs da banda. Owen Wilson deu uma resposta irônica à carta, declarando em uma entrevista coletiva: "Eu nunca ouvi a música 'Cousin Dupree' e nem mesmo sei quem é esse cavalheiro, Sr. Steely Dan. Eu Espero que isso ajude a esclarecer as coisas e eu possa voltar a me concentrar no meu novo filme, HEY 19".